# 法眼
法眼，佛教術語，指能夠觀察真理，沒有障礙與疑惑的智慧之眼，為五眼之一。證得入流果以上的聖人，得到的清淨法眼，又稱法眼淨、淨法眼等。

## 概論
法眼這個名詞，由法（dhárma）與眼兩個單字組成，意為能夠見到法的眼睛。經由觀察四諦，滅除集法，修行者將可以獲得法眼、現觀，斷除三結，進入須陀洹果。得須陀洹果以上的聖人，通常會被形容為得法眼淨。
法眼也是佛陀的稱號之一。

## 後世相關用法
禪宗五家之一，由法眼文益開創的流派，因其謚號為大法眼，故稱為法眼宗。
法眼也是日本僧官的頭銜之一，全稱為法眼大和尚位。